# Tongzha
Tongzha (kinesiska: 铜闸) är en köping i östra Kina. Den ligger i Hanshan härad i staden Ma'anshan i provinsen Anhui, omkring 91 kilometer sydost om provinshuvudstaden Hefei. Antalet invånare är 25 880. Befolkningen består av 13 204 kvinnor och 12 676 män. Barn under 15 år utgör 15,0 %, vuxna 15-64 år 71 %, och äldre över 65 år 12,0 %.